# Kósza szél
A Kósza szél Szécsi Pál 2001-ben megjelent válogatáslemeze, amit a Hungaroton adott ki CD-n. Katalógusszáma: HCD 71061.

## Az album dalai
1. Egy szép régi dal 3'21" [Deák - Szécsi]
2. Csak egy tánc volt 2'09" [Vadas Tamás - Varga Kálmán]
3. Mostanában hosszabbak az éjszakák 3'28" [Payer András - S. Nagy István]
4. Karolina 3'36" [Kookie Tian - Szécsi Pál]
5. Mióta egyszer 3'23" [Ihász Gábor - S. Nagy István]
6. Kék csillag 2'44" [Ihász Gábor - S. Nagy István]
7. Ne félj! (Adagio) 3'28" [Albinoni/Szakály/Szécsi]
8. Egy szál harangvirág (Donauwellen) 2'06" [Ivanovici - Szécsi Pál]
9. Kósza szél (L'arca di Noè) 3'56" [Sergio Endrigo]
10. Bús szívből énekelni, édesen 4'25" [Pisan/S.Nagy/Wolf]
11. Férfikönnyek 3'04" [Szigeti Ferenc - - Szécsi Pál]
12. Kismadár (Butterfly) 3'26" [Daniel Gerard, M. Barnes, R. Barnet - Szécsi Pál]
13. Hull az eső 2'12" [Behár - S. Nagy István]
14. Hidd el 3'45" [Ihász Gábor - S. Nagy István]
15. Mint a violák (Come le viole) 3'01" [G. Gagliardi - G. Amendola - Vándor Kálmán]
16. Én édes Katinkám 2'16" [Lajtai Lajos - Békeffi István, Szenes Iván]
17. Talán, sok év után (Canzone per te) 3'16" [Sergio Endrigo - Bardotti - Vándor Kálmán]
18. Pamparapam 2'48" [Malek/S.Nagy]
19. A távollét (La lontananza) 3'32" [Modugno, Domenico - Vándor Kálmán]
20. Meddig tart egy szerelem?  2'46" [Hajdú/Vándor]
21. Gedeon bácsi 3'40" [Payer András - S. Nagy István]
22. Szeretni bolondulásig 2'27" [Fényes Szabolcs - Szenes Iván]
23. Szegény bolond 3'22" [Wolf Péter - S. Nagy István]
24. Könnyezem 3'21" [Forrai György]